# Julius Ludorf
Julius „Jule“ Ludorf (* 2. Dezember 1919 in Datteln-Rapen; † 1. Februar 2015) war ein deutscher Fußballspieler und -trainer.

## Biographie
Geboren in Rapen (damals zum Amt Datteln gehörig, seit 1926 ein Ortsteil von Oer-Erkenschwick) in unmittelbarer Nachbarschaft der Steinkohlenzeche Ewald Fortsetzung, wurde er bald Halbwaise (seine Mutter starb an Tuberkulose); mit 15 begann er eine Ausbildung als Schmied und Schlosser auf Ewald und spielte nebenbei Fußball, zunächst in der Jugendmannschaft des VfL Rapen, dann bei der SpVgg Erkenschwick, die ihn aufgrund einer Sondergenehmigung schon mit 16 Jahren in der ersten Mannschaft einsetzten durfte. Seinen Wehrdienst absolvierte er in Hannover, wo er für die 96er antrat. Anschließend kehrte er in seine Geburtsstadt und zur SpVgg. zurück, mit der er 1943 in die Gauliga Westfalen aufstieg. Als Bergmann in einem „kriegswichtigen Betrieb“ war er unabkömmlich und wurde nicht in die Wehrmacht eingezogen. Noch während des Krieges wurde er aufgrund seiner Torgefährlichkeit erstmals in die Westfalenauswahl berufen.

## Oberliga West
Von 1945 bis 1947 spielte der Stürmer mit Erkenschwick in der Landesliga Westfalen, von 1947 bis 1953 in der neu gegründeten Oberliga West, war dort dreimal unter den besten Torschützen zu finden und zudem mehrfacher Westfalen- und Westdeutschland-Auswahlspieler. In 161 Oberligaspielen erzielte er 75 Treffer für die SpVgg Erkenschwick, war zudem deren Mannschaftsführer. Zu seinen sportlich wichtigsten Momenten zählt Ludorf seinen Treffer, durch den die SpVgg. dem FC Schalke 04 im Oktober 1947 die erste Pflichtspiel-Heimniederlage (1:2) nach dem Zweiten Weltkrieg beibrachte.
Wie die meisten seiner Mitspieler arbeitete er tagsüber auch weiterhin auf der Zeche Ewald, an deren Zaun auch seine Wohnung lag, und kam deshalb manchmal erst unmittelbar vor Spielbeginn und in Arbeitskleidung in das Stimberg-Stadion, wohin er es aber nicht weit hatte: das Stadion lag ebenfalls auf dem Zechengelände. Anders als beispielsweise sein Mitspieler Siegfried Rachuba widerstand Ludorf den finanziellen Verlockungen, mit denen etwa die reichen Preußen aus Münster sich ab Ende der 1940er Jahre ihren „100.000-Mark-Sturm“ zusammenkauften. Dafür ließ er sich Anfang der 1950er überreden, als Gastspieler bei Borussia Dortmund drei Freundschaftsspiele in England auszutragen – für Ludorf der erste Flug überhaupt und, wie er später erzählte, das erste Mal nach dem Wehrdienst, dass er länger als 24 Stunden den Förderturm von Ewald nicht sehen konnte.

## Als Ludorf Herberger absagen musste
„Jule“ Ludorf wurde nicht zum Nationalspieler, obwohl er tatsächlich in Herbergers oft zitiertem Notizbuch stand. Es wird die Geschichte kolportiert, er habe auf einen Brief des Bundestrainers, sich zu einem bestimmten Termin zum DFB-Sichtungslehrgang in Duisburg einzufinden, geantwortet: „Lieber Herr Herberger, ich würde gerne zu dem Lehrgang kommen. Aber am 25. kann ich nicht, weil da mein Schwager Kalli [gemeint ist Karl Matejka, ebenfalls Erkenschwicker Spieler] Hochzeit feiert. Aber ein andermal komm ich gerne.“ Herberger antwortete darauf nicht und lud Ludorf nie wieder ein. In einem Interview fragte Ralf Piorr Ludorf im Jahr 2007: „Warum reichte es nicht zu einem Länderspiel unter Herberger?“ Und Ludorf antwortete: „Ich habe ihn in Köln [auf der Sporthochschule] gefragt, warum er mich nicht mehr nominiert hat. Er sagte nur: ‚Jule, wie alt waren Sie?‘ Das sagte alles. 1950, als die Nationalmannschaft wiedergegründet wurde, war ich schon 31 Jahre alt.“
Während und nach seiner aktiven Zeit trainierte Julius Ludorf unter anderem die A-Jugend der Erkenschwicker, wo er auch den späteren Nationalspieler Horst Szymaniak entdeckte, der gleichfalls Bergmann auf Ewald-Fortsetzung war. In dem 2002 erschienenen Dokumentarfilm Im Westen ging die Sonne auf war Ludorf neben Willi Lippens, Hans Tilkowski und anderen Ruhrgebietsfußballern zu hören und zu sehen.
In der Saison 1960/61 trainierte Jule Ludorf die erste Mannschaft des SV Germania Datteln 1961 und führte sie zur Westfalenmeisterschaft in der Verbandsliga, Gruppe 1.